# Liste der türkischen Botschafter im Senegal
Der Botschafter leitet die türkische Botschaft Dakar.
| Ernennung Akkreditierung | Botschafter         | Bemerkung | Liste der Ministerpräsidenten der Türkei | Liste der Präsidenten des Senegal | Posten verlassen |
| ------------------------ | ------------------- | --- | ---------------------------------------- | --------------------------------- | ---------------- |
| 1. Jan. 1963             | Abdülhamit Birden   | | İsmet İnönü                              | Léopold Sédar Senghor             | 1. Jan. 1965     |
| 1. Jan. 1965             | Şadi Kavur          | | Suad Hayri Ürgüplü                       | Léopold Sédar Senghor             | 1. Jan. 1968     |
| 1. Jan. 1968             | Orhan Conker        | | Suad Hayri Ürgüplü                       | Léopold Sédar Senghor             | 1. Jan. 1972     |
| 1. Jan. 1972             | Ziya Tepedelen      | | Ferit Melen                              | Léopold Sédar Senghor             | 1. Jan. 1980     |
| 1. Jan. 1980             | İlhan Yaşar         | | Bülent Ulusu                             | Léopold Sédar Senghor             | 1. Jan. 1982     |
| 1. Jan. 1982             | Tanju Ülgen         | | Bülent Ulusu                             | Abdou Diouf                       | 1. Jan. 1984     |
| 1. Jan. 1984             | Cavit Tarakçı       | | Turgut Özal                              | Abdou Diouf                       | 1. Jan. 1987     |
| 1. Jan. 1987             | Nusret Aktan        | | Turgut Özal                              | Abdou Diouf                       | 1. Jan. 1994     |
| 1. Jan. 1994             | Mehmet Görkay       | (* 26. März 1944 in Istanbul) 1996–1998: Botschafter in Sarajewo, 2002–2004: ständiger Vertreter bei der Welthandelsorganisation, 2004–2008: Botschafter in Oslo. | Tansu Çiller                             | Abdou Diouf                       | 1. Jan. 1996     |
| 1. Jan. 1996             | Şenbir Tümay        | | Necmettin Erbakan                        | Abdou Diouf                       | 1. Jan. 2000     |
| 1. Jan. 2000             | Verşan Şentürker    | | Bülent Ecevit                            | Abdoulaye Wade                    | 1. Jan. 2003     |
| 1. Jan. 2003             | Yalçın Kaya Erensoy | (* 1. September 1951 in Istanbul) 2009–2014: Botschafter in Abidjan (Elfenbeinküste)                                                                              | Recep Tayyip Erdoğan                     | Abdoulaye Wade                    | 1. Jan. 2008     |
| 1. Jan. 2008             | Ali Kaya Savut      | (* 9. April 1954, in Istanbul) 2010–2012: Botschafter in Lissabon.                                                                                                | Recep Tayyip Erdoğan                     | Abdoulaye Wade                    | 1. Jan. 2010     |
| 15. Aug. 2010            | Aslıgül Üğdül       | | Recep Tayyip Erdoğan                     | Abdoulaye Wade                    | 1. Sep. 2012     |
| 11. Dez. 2014            | Nilgün Erdem Arı    | | Ahmet Davutoğlu                          | Macky Sall                        | 15. Dez. 2016    |